# Art Mac Cuinn
Art mac Cuinn est un Ard ri Erenn légendaire d’Irlande qui aurait régné trente ans de 165 à 195 ap. J.-C. selon les dates traditionnelles des Annales des quatre maîtres.

## Biographie
Art mac Cuin correspond au roi « Art » qui est le premier souverain nommé dans le Baile Chuinn Chétchathaig attribué à son père le célèbre Conn Cétchathach.
En effet Art Óenfher mac Cuinn est réputé être le fils de Conn Cétchathach et de Aïfe la fille du roi Alpin d’Alba selon le Banshenchas. Son surnom qui signifie « unique » est peut-être lié au fait que selon la légende il demeurait le seul fils survivant de Conn Cétchathach après les morts de ses frères Conlae Ruad et Crinna. Il souligne peut être simplement le caractère singulier du personnage.
Selon un récit légendaire Art doit à la suite d'un sort jeté par une concubine de son père s'exiler et partir à la recherche d'une jeune fille inconnue nommée Delbchaen afin de l'épouser. Après de nombreuses épreuves il finit par la rencontrer et revient chez son père chasser la concubine qui lui avait contesté sa légitimité. Cette allégorie semble représenter la conquête de la souveraineté par Art.
Art mac Conn est considéré comme un grand souverain et était revendiqué comme ancêtre non seulement par les Connachta et les Uí Neill mais aussi par d’autres familles nobles du Leth Cuinn (moitié nord de l’Irlande) notamment les dynasties royales d’Airgíalla.
L'entrée pseudo historique des annales des quatre maîtres relative à son règne précise qu’il serait mort à la bataille de Mag Mucrana dans la plaine au sud-ouest d’Athenry (Comté de Galway) alors qu’il combattait allié avec ses neveux les fils de sa sœur Sadb et d’Ailill Aulomn roi de Munster ; Lugaid mac Con roi des Érainn qui vainqueur succéda à Art mac Con comme Ard ri Erenn.

## Famille et descendance
Les généalogies traditionnelles attribuent quatre épouses à Art mac Cuinn :
1) Áenmaiche fille d’Áed mac Aiche de Connacht ;
2) L’épouse de Gnáthal mac Conruth ;
3) Achtán fille d’Olc Aiche de Connacht :
- Cormac Mac Airt ;

4) Medb Lethderg fille de Conan de Cualu de Laigin :
- Airtgen ancêtre des Artraige,
- Boindia ancêtre des Boandraige,
- Bondraide ancêtre des Bonandrage.

## Source
- (en) Edel Bhreathnach (Ouvrage collectif sous la direction de), The Kingship and landscape of Tara, Dublin, Four Courts Press, 2005, 536 p. (ISBN 1851829547), p. 340-341. The legendary Conachta.